# Danijel Marušić
Danijel Marušić (Zadvarje, 21. rujna 1931. – Zagreb, 26. svibnja 2009.) hrvatski televizijski i filmski redatelj i scenarist.

## Životopis
Od 1950. radi u Dramskom studiju Radio Zagreba, a 1957. na Televiziji Zagreb režirao je prvu hrvatsku televizijsku operu (Ivo Lhotka-Kalinski: "Putovanje"). Režirao je više od 200 televizijskih drama, opernih, koncertnih, dječjih i drugih emisija te desetak igranih serija. Marušić je 1976. godine osnovao Osorske glazbene večeri, festival klasične glazbe u Osoru na Cresu.

## Djela
- Seljačka buna (1963.)
- Čuvaj se senjske ruke  (1964.)
- Naše malo misto  (1970. – 1971.)
- Servantes iz Malog mista (1982.)
- Ptice nebeske (1989.)